# Anton Cyrin
Anton Cyrin (ur. 10 sierpnia 1987) – kazachski piłkarz, występujący na pozycji bramkarza.

## Kariera klubowa
Cyrin jest wychowankiem klubu Irtysz Pawłodar, w którym występował do 2011 roku. Sezon 2012 spędził w Akżajyk Orał, zaś od początku 2013 roku jest zawodnikiem klubu Żetysu Tałdykorgan.

## Kariera reprezentacyjna
W reprezentacji Kazachstanu zadebiutował 10 sierpnia 2011 roku w towarzyskim meczu przeciwko Syrii. Na boisku pojawił się w 46 minucie. Do tej pory rozegrał w niej dwa mecze (stan na 4 lipca 2013).
| Mecze i gole w reprezentacji | Mecze i gole w reprezentacji | Mecze i gole w reprezentacji | Mecze i gole w reprezentacji | Mecze i gole w reprezentacji | Mecze i gole w reprezentacji | Mecze i gole w reprezentacji |
| #                            | Data                         | Stadion                      | Rywal                        | Wynik                        | Gol                          | Rozgrywki                    |
| 2011                         | 2011                         | 2011                         | 2011                         | 2011                         | 2011                         | 2011                         |
| ---------------------------- | ---------------------------- | ---------------------------- | ---------------------------- | ---------------------------- | ---------------------------- | ---------------------------- |
| 1.                           | 10.08.2011                   | Astana, Kazachstan           | Syria                        | 1:1                          | 0                            | towarzyski                   |
| 2012                         |                              |                              |                              |                              |                              |                              |
| 5.                           | 01.06.2012                   | Ałmaty, Kazachstan           | Kirgistan                    | 5:2                          | 0                            | towarzyski                   |